# Villa Montalvo Arboretum

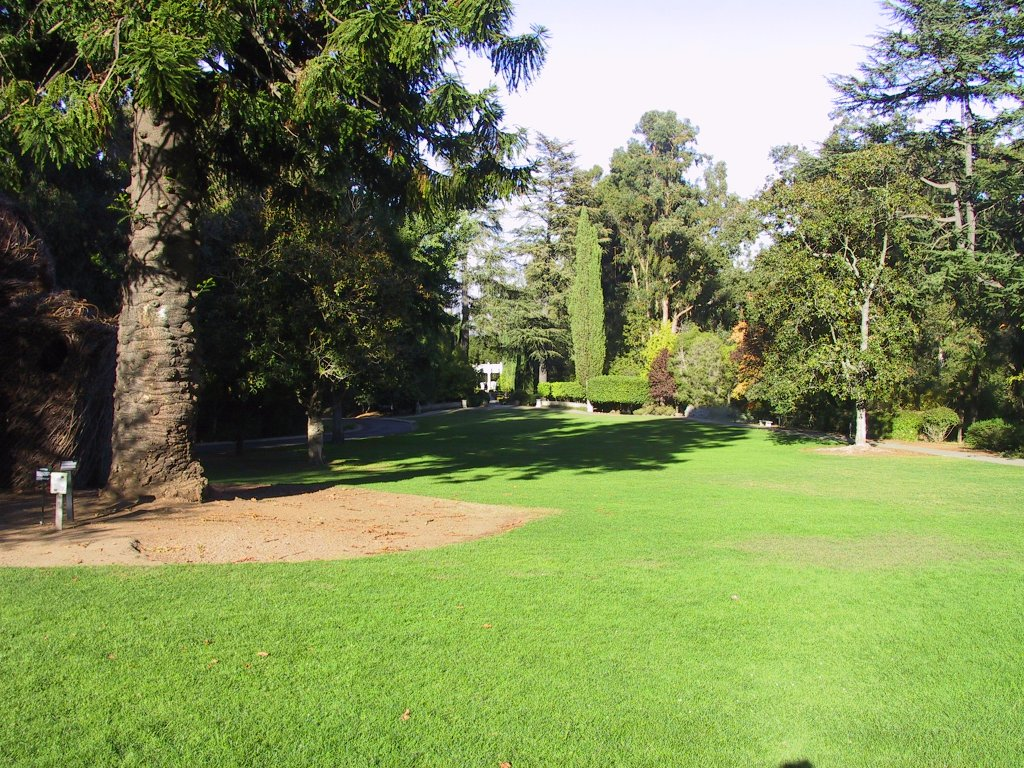
Zona de césped junto a la villa Montalvo.

El Villa Montalvo Arboretum es un arboreto y jardín botánico de 137 acres (550 000 m²) en Saratoga, California. Está administrado por el « Santa Clara County Parks », que funciona como una organización caritativa para las artes y las comunidades locales. 

## Localización
Se encuentra ubicado en las colinas de las Montañas de Santa Cruz al oeste de Santa Clara Valley detrás del "Montalvo Art Center", 15400 Montalvo Road, Saratoga, EE. UU.
La entrada es gratuita, estando abierto todos los días durante las horas de luz.

## Historia
En 1912, James D. Phelan, alcalde de San Francisco durante tres mandatos y senador a nivel nacional, comenzó la construcción de Villa Montalvo, una mansión de estilo italiano y Mediterráneo en su finca de 160 acres.
Después de su muerte, el senador Phelan dejó Villa Montalvo como un parque público. El arboreto está adyacente a la villa.

## Colecciones
Junto a la casa hay un jardín formal, con estatuas de mármol, fuentes, varandas, armazones metálicos cubiertos de wisteria, y césped. Detrás se encuentra el arboreto y el santuario de aves de la Audubon Society, con diversos senderos que desde la barranca de los "redwood" conduce al "Lookout Point" a 370 m de altitud. Se encuentran representados diversos tipos de bosque, incluyendo chaparral, perennifolio, y redwood.

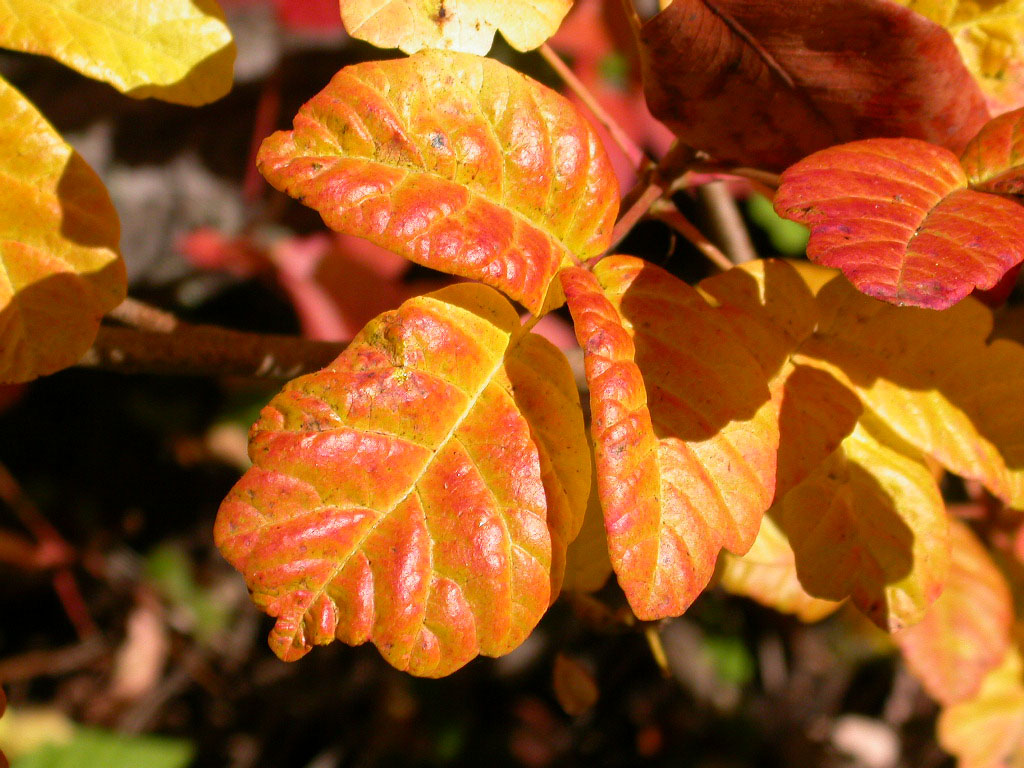
El roble venenoso del Pacífico, Toxicodendron diversilobum.

Entre los árboles nativos de las "montañas de Santa Cruz" se incluyen Bay leaf (Lauraceae), Myristica de California, Douglas-fir (Pseudotsuga), arce de hojas anchas, tanoak (Lithocarpus densiflorus), y coast live oak (Quercus agrifolia). 
Además con Broom (arbustos de tribu Genisteae, y de los géneros Ulex y Laburnum), Mountain-mahogany (Cercocarpus), chamise (Adenostoma fasciculatum), coyote brush (Baccharis pilularis), madrone (madroños Arbutus), manzanita, Mimulus, Salvia, poison oak (roble venenoso del Pacífico Toxicodendron diversilobum), y toyon (Heteromeles).